# Macaranga acerifolia
Macaranga acerifolia är en törelväxtart som beskrevs av Airy Shaw. Macaranga acerifolia ingår i släktet Macaranga och familjen törelväxter. Inga underarter finns listade i Catalogue of Life.